# Mariano Giallorenzo
Mariano Giallorenzo (San Pietro al Tanagro, 7 agosto 1982) è un dirigente sportivo ed ex ciclista su strada italiano, professionista dal 2005 al 2014.
Nel 2004 ha vinto il Tour du Sénégal mentre correva da stagista per la Colombia-Selle Italia. Dal 2015 è direttore sportivo del Meridiana Kamen Team.

## Palmarès
- 2004

Medaglia Oro Nino Ronco
Targa Libero Ferrario
Classifica generale Tour du Sénégal

## Piazzamenti

### Classiche monumento
- Giro di Lombardia

2006: ritirato